# NGC 6917
NGC 6917 est une galaxie spirale située dans la constellation du Dauphin. Sa vitesse par rapport au fond diffus cosmologique est de 4 417 ± 20 km/s, ce qui correspond à une distance de Hubble de 65,2 ± 4,6 Mpc (∼213 millions d'al). NGC 6917 a été découverte par l'astronome allemand Albert Marth en 1863.
NGC 6917 présente une large raie HI. 
À ce jour, quatre mesures non basées sur le décalage vers le rouge (redshift) donnent une distance de 43,425 ± 3,166 Mpc (∼142 millions d'al), ce qui est à l'extérieur des valeurs de la distance de Hubble. Notons que c'est avec la valeur moyenne des mesures indépendantes, lorsqu'elles existent, que la base de données NASA/IPAC calcule le diamètre d'une galaxie et qu'en conséquence le diamètre de NGC 6903 pourrait être d'environ 32,2 kpc (∼105 000 al) si on utilisait la distance de Hubble pour le calculer.